# 黑龙潭站
黑龙潭站位于云南省蒙自市黑龙潭，是昆河铁路的火车站，位于昆河铁路K300+40处，车站建于1909年，2010年关停。现存一栋法式主站房和一座单层法式平房，设2条股道。车站及其上下行区间均未电气化。车站距离昆明北站304公里，隶属昆明铁路局，是五等站。